# One Tabor Center
Le One Tabor Center est un gratte-ciel de bureaux de 124 mètres de hauteur construit à Denver en 1984. 
Les architectes sont Kohn Pedersen Fox et RNL Design.